# Magyar Harcosok Bajtársi Közössége
A Magyar Harcosok Bajtársi Közössége (MHBK) szélsőjobboldali, katonai jelleggel felépített magyar emigráns szervezet, amelynek első parancsnoka 1968-ban bekövetkezett haláláig Zákó András vezérőrnagy volt. A szervezet a kezdetektől kapcsolatban állt Horthy Miklóssal, és bírta a volt kormányzó és József főherceg tábornagy támogatását. A kapcsolat Horthy Portugáliába távozása után lazult.
Az ausztriai Klagenfurtban hivatalosan 1949. január 1-én megalakult szervezet Hadak Útján címmel havilapot is kiadott 4000-4500-as példányszámban. Központja 1955-ig az ausztriai Absamban volt, majd az osztrák államszerződés életbe lépése miatt átköltözött Münchenbe. De Ausztriában továbbra is fenntartottak támaszpontot. Zákó halálát követően tevékenységük intenzitása és jellege jelentősen visszaesett, illetve megváltozott.
A szervezet lényegesen átalakult formában, szervezettséggel és feladatkörrel jelenleg is működik.

## Szervezetépítés
Bár Zákó Andrást Szálasi léptette elő tábornokká, és Kisbarnaki Farkas Ferenc vezérezredeshez hasonlóan – akit mint rangidőst az emigráció vezetőjének tekintettek – ő is felesküdött Szálasira, de szervezete inkább horthysta katonatiszteket igyekezett toborozni, mint kifejezetten nyilasokat. Ennek ellenére a magyar kommunista hatóságok a szervezetet teljes egészében fasiszta szervezetnek tekintették és minősítették. (Ez az értékelés nem állt nagyon messze a korabeli amerikai hivatalostól, ugyanakkor az amerikaiak nem gátolták a szervezet működését.)
A II. világháború után a nyilasok több kisebb emigráns szervezetbe tömörültek, és csak 1949 után csatlakoztak Zákóékhoz. Kisebb részük pedig a Henney Árpád altábornagy vezette Hungarista Mozgalomban maradt. De ez a korábbi, nyilas csoportok közötti viszályok ellenére nem vált akadályává a két szervezet szoros együttműködésének. (A nyilas csoportok nagyobb szervezetben való feloldódása elejét vette a napi torzsalkodásoknak.)
A francia zónában kisbarnaki Farkas Ferenc és Zákó, vitéz Adonyi-Naredy Ferenc vk. alezredes pedig az angol zónában, Karinthiában szervezte a katonai emigrációt. 1947-ben alakult meg a Honvéd Bajtársak Közössége, amely 1948. október 23-án Zákó javaslatára vette fel a Magyar Harcosok Bajtársi Közössége nevet.
A személyi állomány zöme eredetileg a Zákó parancsnoksága alatt amerikai fogságba esett alakulat volt, amelyet korábban az ausztriai Absamban német hadifoglyok őrzésére foglalkoztattak. Továbbá a háború végén más nyugatra visszaszorult, visszavont egység állománya. Ehhez csatlakoztak a Magyarországról különböző időkben disszidált katonák.
A volt csendőrök külön emigráns szervezetbe, a Magyar Királyi Csendőr Bajtársi Közösségbe (MKCsBK) tömörültek, de az MHBK-nak is volt néhány csendőr tagja feltehetően a 2. világháború idején teljesített katonai szolgálata alapján.
A Magyarországon illegalitásban élő tagok főként Zákó korábbi, nyilas uralom alatti beosztásában, a VKF 2. vezetőjeként létrehozott szervezetének, a náci Werwolf mintájára megszervezett Kopjás mozgalom csoportjait alkották. A Kopjás csoportokat eredetileg az előretörő szovjet hadsereg hátában szabotázs és egyéb diverzáns akciók végrehajtására hozták létre. Az 1945 utáni magyar állambiztonsági szervek szerint a világháború végéig 10 647 fő kapott a Kopjás mozgalom központjaiban kiképzést. Ebből 259 fő tiszt, 618 fő tiszthelyettes és tisztes volt. Zákó reaktiválásukra 1946 januárjában illegálisan hazatért, és tizenöt hónapot töltött Magyarországon.
Ezt egészítették ki a külföldről visszadobott vagy Magyarországon toborzott volt katonák.
1948. június 2-i keltezésű CIC emlékeztető a CIA által 2003-ban?? nyilvánosságra hozott dokumentumokból a Zákóval folytatott tárgyalásokról:
„[Zákó András] Állítása szerint az ellenállási mozgalomnak 35 ezer tagja van, akik jelenleg inaktívak, közülük mintegy 50-60 képzett hírszerzőt helyeztek el Magyarország különböző városaiban, többen állami beosztásban. Azt is állítja, hogy Magyarországon kívül mintegy 1000 magyar követője van, akik közül 20-30 képzett hírszerző. Azt mondja, 12-16 futárja van Magyarországra.
Az alany [Zákó] azt mondta, hogy érdeklődik iránta a francia hírszerzés, de szívesebben dolgozna az Egyesült Államoknak. Azt is kijelentette, hogy egyetlen korábbi kapcsolata az amerikai hírszerzéssel a passaui CIC-től Jacob úrral és a salzburgi CIC-től Ringer úrral folytatott megbeszélésekből állt. (Az EUCOM-nál nincs feljegyzés ezekről a megbeszélésekről).”
Zákóék végül 1948 végétől a francia hírszerző szolgálattal (SDECE) állapodott meg, és az MHBK központja a továbbiakban annak alárendeltségében működött egészen 1953 elejéig.
Eközben a szervezet Ausztrián és Németországon kívül folyamatosan bővült a különféle emigrációs célországokban létrehozott helyi szervezetekkel. Nyugat-Európában, Észak és Dél-Amerikában is.
Az MHBK-nak 1950 elején világszerte már 22 országban mintegy 30 területi szervezete működött tízezer taggal, de ezek többsége nem vett részt a magyarországi akciókban. A szervezet területi elv szerint főcsoportokra és csoportokra tagozódott.
A világháború alatti mintegy 35 ezer főnyi aktív horthysta tisztikarból körülbelül 27-28 ezer fő távozott Magyarországról, s ezek zöme idővel az MHBK tagja lett.
A források általában nem említik, hogy a nyilasokhoz hasonlóan az MHBK is szoros kapcsolatban állt Franco fasiszta Spanyolországával, és onnan jelentős anyagi támogatást is kapott.

## A szervezet tevékenysége
Az MHBK fedőtevékenysége az emigrációba szorult főleg horthysta magyar katonatisztek, katonák anyagi, beilleszkedési segítése, az emigráció összefogása volt.
Valójában katonai rendben felépített szervezet volt, amely amerikai támogatással hírszerző és diverzáns tevékenységet folytatott Magyarország ellen. Akcióik egy része terrorcselekményszerű szabotázsakció volt halálos áldozatokkal. De tevékenységük ennek ellenére nem volt kifejezetten terrorisztikus jellegű, s ezekkel idővel fel is hagytak, s inkább a
hírszerzésre és fellazításra koncentráltak.
Propagandatevékenységük Magyarországon nem volt jelentős (önműködő röplapszórás Ausztriából indított léggömbökről).
Némileg homályban tartott távolabbi céljuk a kommunista rendszer megdöntése, a Horthy rendszer visszaállítása volt, amit a szovjet megszállás megszűnése után gondoltak lehetségesnek. Azonban a pontos célmeghatározás a szervezet egységének a felbomlásához vezethetett volna.
A magyar kémelhárítás és katonai elhárítás fokozott figyelmet szentelt az MHKB-nak. A legveszélyesebb ellenséges szervezetként tartották számon, és ennek megfelelően tevékenységük egy jelentős része az MHBK elleni elhárítás és hírszerzés volt. Ezzel az MHBK nagyrészt tehermentesítette a különféle nyugati hírszerző szervezeteket is. (Ezekre emiatt sokkal kisebb figyelem összpontosulhatott.)
A rendszer szigorú, sok esetben halálos ítéletekkel igyekezett elrettenteni az MHBK potenciális bázisát a szervezettel való együttműködéstől.
Megszervezték több kulcspozícióban lévő személy elrablását (Fehérváry István, Dózsa Attila és mások).
Zákó elrablásáról és Magyarországra hozataláról csupán rossz egészségi állapota miatt mondtak le végül.
Egyes adatok szerint az MHBK-ba a magyar titkosszolgálatok 123 ügynöke épült be. Démy-Gerő Sándor, az ÁVH hírszerzésének „Weszely Péter” fedőnevű ügynöke által szolgáltatott adatok, aki Zákó közvetlen környezetébe férkőzött be, 1951-ben tömeges lebukásokat eredményezett Magyarországon.
Nem világos az MHBK és a különféle egyéb szervezetek, például a Magyar Közösséggel fenntartott kapcsolata. (Konkrétan például hogy Pünkösthy László vk. százados az MHBK (elődszervezete) tagja volt-e, illetve hogy az MHBK küldte-e haza kapcsolatfelvételre.)

### Tevékenységük az 1956-os eseményekben
A Kádár-rendszer hatóságai és propagandája ellentmondásosan viszonyultak az MHBK-hoz. Egyrészt nem kívánták reklámozni a szervezetet, másrészt igyekeztek kimutatni jelenlétüket, ám erre kevés bizonyítékot sikerült felmutatniuk. Általában igyekeztek az MHBK-t összemosni a teljes egészében, tisztán nyilas szervezetekkel.
1956 októberében az MHBK tagjai nagy számban gyülekeztek Ausztriában, de bevetésükre nem került sor. Későbbi információk szerint az MHBK-t maguk az amerikaiak tartották vissza azzal, hogy megjelenésük azonnali szovjet beavatkozást váltana ki, és majd a rendcsinálásban lesz rájuk szükség.
Egyes információk szerint viszont Zákó Henney Árpádhoz hasonlóan 1956 október végén Magyarországon tartózkodott. (Zákót Győrben ismerték fel.)
Maga az MHBK csupán az előkészítésben vállalt szerepét ismerte el. A Kopjás csoportok tevékenységéről legfeljebb csak feltételezések vannak.

## Tevékenységük hatása
Magyarországon jelentős és szerteágazó hálózatot hoztak létre. És jelentős mennyiségű anyaggal látták el elsősorban az amerikai, a francia és nyugat-német hírszerző szervezeteket.
A szervezet egyes tagjai különféle titkosszolgálatok megbízásait is elfogadták a központ tudomása nélkül.
Hatékony konspirációs és beszervezési technikájuk miatt a rendszert a korábbinál is bizalmatlanabbá tették a volt katonatisztekkel szemben. Így döntés született ezek csaknem teljes eltávolítására a fegyveres erőktől, amivel a rendszer jelentős szakemberállománytól esett el, s amit nem is tudott megfelelő ütemben pótolni. Mindez megfelelt az Egyesült Államok akkori hidegháborús érdekeinek.
Az így eltávolított tisztek jelentős része lehetőség szerint emigrált, és sokan ezután csatlakoztak az MHBK-hoz.
Egyes vélemények szerint a Rákosi rendszer a felderíthetetlen MHBK akciókat használta fel az un. jobboldali szociáldemokraták (ipari, vasúti szabotázsok) és más társadalmi csoportok (kulákok - vidéki szabotázsok, gyújtogatások) elleni koncepciós eljárásokban az ötvenes évek legelején.

## Napjainkig
A szervezet aktivitása az indulást követő évekéhez képest több lépcsőben erősen visszaesett illetve módosult. Ezek a Kopjások sorozatos lebukásai Magyarországon, a francia titkosszolgálatokkal való látványos szakítás, az amerikaiak
ellenszenve miatt azok átpártolása az 56 utáni egyéb, szalonképesebb szervezetekhez, majd a hidegháborús szembenállás enyhülése, végül Zákó András halála.
Zákó halála után Mészöly Elemér lett az MHBK vezetője, aki a szervezet központját átköltöztette az Egyesült Államokba, Philadelphiába.
A szervezet mára a Közösség egykori hagyományait őrző külsőségektől eltekintve némileg politikailag is motivált emigráns kulturális egyesületté szelídült.

## Emlékezete
A rendszer nem kívánt reklámot csinálni az MHBK-nak, ezért a különféle irodalmi és filmes ábrázolásokban nehéz azonosítani, hogy voltaképpen az MHBK tagjairól van szó. Kivétel ez alól a Sólyom a sasfészekben című 1973-as, négy részes televíziós sorozat, amely az MHBK elleni hírszerzésről szól, és maga Zákó vezérőrnagy alakja is megjelenik Zákonyi András tábornok szerepében, akit Solti Bertalan alakít. (Démy-Gerő Sándort Dóczy Pál főhadnagyként Koncz Gábor alakította.)

## Ismertebb tagjai
- Zákó András vezérőrnagy, parancsnok (1949-1968)
- Korponay Miklós vk. százados, az MHBK vezérkari főnöke, a Kopjás Mozgalom irányítója.
- Abay Kálmán csendőr ezredes, a Hadak Útján első főszerkesztője
- Adonyi Ferenc, vitéz, vk. őrnagy.
- Arday Géza tüzér alezredes, a tirol-vorarlbergi csoport vezetője (1955-1959), a magyar hírszerzés Nagy Mihály fedőnevű ügynöke.
- dr. Ágh László, az amerikai főcsoport vezetője
- Bak András vk. százados, a francia főcsoport vezetője
- Bálint Antal és Jakabfy Gyula, egy nagyobb magyarországi Kopjás csoport vezetői
- Bánhegyi Sándor - botrányos körülmények között, az üzletelések, korrupcióval kapcsolatos és más visszaélések miatt nyílt levélben szakított az MHBK-val.[35]
- Billnitzer Ernő altábornagy, Zákó régi tiszttársa, a magyar hírszerzés Bakonyi fedőnevű ügynöke
- Borbás Károly a kanadai főcsoport vezetője, a Hadak Útján szerkesztője (1988-2012)
- Borosnyai Miklós, az angliai főcsoport vezetője[36]
- Csúcs György főhadnagy
- Darnóy Pál vk. százados, a Hadak Útján főszerkesztője 1962 végétől
- Detre Gyula László a kanadai főcsoport vezetője.
- Démy-Gerő Sándor hadnagy?, az MHBK hírszerzésének vezetője,[37] az ÁVH hírszerzésének „Weszely Péter” illetve „Dunai” fedőnevű ügynöke
- Dózsa Attila hadnagy
- Duska László százados, az MHBK vezetője 1978-1987-ig Calgary központtal[38]
- Eckhardt Tibor kisgazda politikus 1950-ben lépett be[6]
- Farkas Endre, boldogfai, vk. őrnagy
- Fehérváry István
- Hetsey Pál hadnagy
- Iványi László
- Kapitánffy Albin vk. őrnagy, az MHBK elhárításának vezetője[39]
- Koroknay Imre
- Kovács Gyula altábornagy, az amerikai főcsoport parancsnoka
- Kovács Attila, az MHBK hírszerzésének vezetője 1950-ig.[40]
- Kozma Ferenc vk. őrnagy, a belgiumi főcsoport vezetője[36]
- Lovász Olivér vezérkari őrnagy, a langenargeni központ vezetője, és segédtisztje, Bódi Jenő zászlós 1952 nyarán (Bánhegyi Sándorhoz hasonlóan) kiléptek az MHBK-ból[41]
- Nádas Lajos vk. ezredes
- Martonfalvay Hugó hadnagy, az MHBK vezetője 1987-2004-ig New York központtal[42]
- Mészöly Elemér vezérőrnagy, az MHBK vezetője Zákó halála után 1978-ig[33]
- Móricz Gyula főhadnagy
- Pásthy István hadnagy - összekötő a CIC és Vida István repülő hadnagy Makón és környékén tevékenykedő Kopjás csoportja között.[43]
- Prettenhoffer Jenő tartalékos hadnagy
- Radnóczy Antal vk. százados
- Rüll Tamás
- Szepesi Artúr főhadnagy
- Szén József a franciaországi főcsoport vezetője[36]
- Szilágyi Lajos alezredes, a németországi főcsoport helyettes vezetője, visszafordított kettős ügynök,[44] egy időben a Hadak Útján főszerkesztője
- Szűcs József alezredes
- Tóth Károly. Az MHBK megbízásából Magyarországon ellenállási sejtek létrehozása volt a feladata.
- Varga Modesztó főhadnagy
- Vida István repülő hadnagy Makóra, Szegedre és környékükre is kiterjedő Kopjás szervezkedés vezetője[43]
- Zách Sándor ny. hadnagy

## Dokumentumfilmek
- Az ellenség köztünk van (magyar dokumentumfilm, 54 perc, 2010, rendezte Papp Gábor Zsigmond) 2. Tóth Károly története (Szerepelt egy korabeli filmhíradóban is az ügye, amelyből részleteket mutat be a film.)